# Туники (Польща)
Туники (пол. Tuniki) — село в Польщі, у гміні Біла-Равська Равського повіту Лодзинського воєводства.
Населення — 151 особа (2011).
У 1975-1998 роках село належало до Скерневицького воєводства.

## Демографія
Демографічна структура станом на 31 березня 2011 року:
|          | Загалом | Допрацездатний вік | Працездатний вік | Постпрацездатний вік |
| -------- | ------- | ------------------ | ---------------- | -------------------- |
| Чоловіки | 75      | 22                 | 39               | 14                   |
| Жінки    | 76      | 15                 | 41               | 20                   |
| Разом    | 151     | 37                 | 80               | 34                   |